# Тайгова повість
«Тайгова повість» (рос. «Таёжная повесть») — радянський художній фільм 1979 року, режисера Володимира Фетіна. Мелодрама-притча за оповіданням «Сон про білих горах» Віктора Астаф'єва.

## Сюжет
На зиму Аким наймається мисливцем-промисловиків на річку Енде. Добравшись до зимівки, він знаходить в мисливській хатинці, посеред безлюдної тайги, хвору змарнілу дівчину Елю з Москви, яка опинилась тут, легковажно погодившись на пропозицію «вільної людини» і ловеласа Георгія Герцева (Гоги) проводити її до експедиції батька. Гога — людина, для якої не було нічого святого, — пішов рибалити, бажаючи випробувати на Цар-рибу нову блешню, зроблену з бойової медалі нещасного ветерана-алкоголіка, яку Гога виміняв у нього за пляшку портвейну. І зловив-таки Цар-рибу, та тільки зі смертю разом: спіймана велика риба потягнула Георгія, він послизнувся і, вдарившись потилицею об камінь, загинув. Аким виходжує непрохану гостю, відкладаючи свої мисливські справи до її одужання. А Еля, як і більшість міських жителів, показує себе нездатною до самостійного життя поза цивілізацією і навіть примхливою, незважаючи на нелегкі умови життя в тайзі. Їм належить провести разом кілька місяців до першого гвинтокрила який прилетить лише у лютому, і вони розуміють, що залежать один від одного, а їхні життя тісно зв'язані як мінімум на цей термін. Але незабаром досвідчений мисливець Аким розуміє, що зима, яка насувається, принесе сильні морози, що сильно ускладнить їхнє існування. Також одного дня Елі залишила відчиненими двері та росомаха знищила більшість їхньої їжи. Тому побоюючись за здоров'я Елі та за відсутністю їжі Аким наважується на ризиковий крок пройти до людей, тому що інакше їх чекає довга зимівля, яку хвора дівчина не витримає.
Еля погоджується, так як довіряє Акиму і бачить в ньому чоловіка. Вони відправляються в дорогу за півсотні верст до рибацького селища, але людей там не знаходять. Дівчина впадає в розпач, виплескуючи його на свого рятівника яскравим проявом егоїзму. Проте, більш менш заспокоївши дівчину, Аким розводить сигнальне вогнище і йому вдається привернути до пустого селища увагу людей з літака, що пролітав. У підсумку за ними прилітає вертоліт і вивозить з їх глухої тайги. Еля затримується на 7 днів в місцевій лікарні, тому що лікар заборонив їй їхати або летіти відразу. Перед посадкою в літак Аким і Еля стоять поруч і сильно хвилюються, їм не хочеться розлучатися, але дівчину в Москві чекає мама і подальше лікування. Аким навіть в цей момент не може подолати свою природну соромливість і віддає Елі останні 5 карбованців та обручку Гоги в знак безмежної любові. Вони обидва чекають літа…

## У ролях
- Михайло Кононов —  Аким
- Світлана Смєхнова-Благоєвич —  Еля
- Євген Кіндінов —  Гога
- Володимир Кашпур —  Коряга, ветеран-алкоголік
- Тетяна Пілецька —  мати Елі
- Віра Титова —  медсестра
- Аркадій Трусов —  лікар
- Аркадій Пишняк —  пасажир літака

## Знімальна група
- Сценарій:  Віктор Астаф'єв,  Альбіна Шульгіна
- Режисер:  Володимир Фетін
- Оператор:  Євген Шапіро
- Художник:  Валерій Юркевич
- Композитор:  Василь Соловйов-Сєдой